# アジアンクィア映画祭
アジアンクィア映画祭 （AQFF、Asian Queer Film Festival ）は、2007年より開催されているアジアのクィア作品のみをテーマとして上映する映画祭。
第1回のAQFFは、アジアン・クイア・フィルム&ビデオ・フェスティバル・イン・ジャパン（Asian Queer Film & Video Festival in Japan）として、2007年4月14日～20日にシネマアートン下北沢で開催された。またAQFF FUKUOKAとして、2007年8月23日～9月17日の期間、福岡の菱地所アルティアムでも上映された。
第2回は、2009年9月19日～23日に原宿のKINEATTIC（ミニ・シアター）で開催された。この回よりAQFFの正式名称が「アジアンクィア映画祭」へと変更された。
第3回は東北地方太平洋沖地震の影響で5月から7月に延期された。場所はシネマート六本木。
2013年の第4回以降開催されていない。

## 上映作品

### 2007年（第1回）[3]
- イーサン・マオ - Ethan Mao （2004年、カナダ・アメリカ）
- タンタン - Tang Tang （2004年、中国）
- No time No place （2004年、日本）
- 紅門 -べにもん- - Red Doors （2005年、アメリカ）
- マキシモは花ざかり　- The Blossoming of Maximo Oliveros （2005年、フィリピン）
- 分かち合う愛 - Love for Share （2005年、インドネシア）
- 悔いなき恋 -NO REGRET- - NO REGRET（2006年、韓国）
- ゴー!ゴー!Gボーイズ! - Go!Go!Gboys! （2007年、台湾）
- その月が満ちるまで - Until the Moon Waxes （2007年、日本）

### 2009年（第2回）[4]
- 僕は小さく恋をする - Innocent （2005年、香港）
- ママに花束を! - Manay Po!  （2006年、フィリピン）
- あかね色のケープタウン - The World Unseen （2007年、南アフリカ共和国・イギリス）
- 砂漠の少女たち -Seeds of Summer-  - Seeds of Summer　（2007年、イスラエル）
- 無口な情熱 -SIKIL- - SIKIL （2007年、フィリピン）
- ランドセルの秘密 - The Secret in the Satchel （2007年、台湾）
- 蓬の花 - Artemisia （2008年、台湾）

### 2011年（第3回）[5]
- パンダキャンディ　- The Panda Candy（2007年、中国）
- 秘密の祈り - The Secrets （2007年、イスラエル・フランス）
- 無声風鈴 - Soundless Wind Chime （2009年、香港・スイス）
- 海南、満州と白いブラ - When Hainan meets Teochew （2010年、シンガポール）
- ジェリーフィッシュの恋 - Yes or No, So I Love You （2010年、タイ）
- チョンノの奇跡 - Miracle on Jongno Street　（2010年、韓国）
- 花と眉 - Bad Romance （2011年、中国）

### 2013年（第4回）
- 愛なんていらない - It Gets Better（2012年、タイ）
- One Night and Two Days（2013年、韓国）
- GF*BF（2012年、台湾）
- マネキンと手錠 - Ashamed（2011年、韓国）
- 2度の結婚式と1度の葬式 - Two Weddings and a Funeral（2012年、韓国）
- 無言 - Speechless（2012年、香港・中国）
- ジェリーフィッシュの恋2 - Yes or No.2, Come Back to Me （2012年、タイ）
- REC （2011年、韓国）
- 蛍の光 - Auld Lang Syne（2007年、韓国）
- 世界で一番オシャレな刑務所 - The World's Most Fashionable Prison （2012年、シンガポール、フィリピン、イギリス）
- 私の居場所 - I'm here（2012年、マカオ）